# Ranking Mundial de Clubes da IFFHS
O Ranking Mundial de clubes IFFHS é um ranking divulgado anualmente pela Federação Internacional de História e Estatísticas do Futebol. Não tem qualquer vínculo com a  FIFA. Esse ranking, criado em 1991, leva em consideração os resultados de todos os clubes nos últimos 365 dias. No último dia do ano a instituição faz o fechamento anual divulgando o ranking dos clubes que mais pontos ganharam em todo o ano. O ranking anual é posteriormente utilizado para atualizar o ranking dos maiores clubes de todos os tempos. O ranking de todos os tempos leva em consideração apenas os jogos realizados desde 1 de janeiro de 1991, dia do início das atividades da instituição. Ranking atual
Atualizado pela última vez: 20 de janeiro de 2025
| Pos. | Equipe             | Confederação | Pontuação |
| ---- | ------------------ | ------------ | --------- |
| 1    | Real Madrid        | UEFA         | 441       |
| 2    | Bayer Leverkusen   | UEFA         | 384       |
| 3    | Atalanta           | UEFA         | 380       |
| 4    | Liverpool          | UEFA         | 345       |
| 5    | Botafogo           | CONMEBOL     | 339       |
| 6    | Manchester City    | UEFA         | 327       |
| 7    | Barcelona          | UEFA         | 324       |
| 8    | Flamengo           | CONMEBOL     | 308       |
| 9    | Atlético de Madrid | UEFA         | 304       |
| 10   | Borussia Dortmund  | UEFA         | 298       |

## Ranking de todos os tempos (conquistas computadas a partir de 1991)
Ao fim de cada ano a IFFHS atribui pontos aos cinquenta primeiros lugares do ranking mensal, recebendo 50 pontos o primeiro, 49 o segundo e assim sucessivamente. Apesar de o ranking dos maiores clubes de todos os tempos dar a entender, através de sua denominação, que refere-se a toda a história do futebol, são levados em consideração apenas dados obtidos a partir de 1 de janeiro de 1991.
Desta maneira, clubes como o Santos FC, o Liverpool FC ou o Benfica, que nas décadas de 60 e 70 obtiveram inúmeras vitórias e títulos, não figuram no topo do ranking exatamente por este não considerar resultados anteriores a 1 de janeiro de 1991, sendo assim prejudicados. Uma justificativa para o uso de dados obtidos a partir de 1 de janeiro de 1991 na elaboração do ranking seria o fato de a verdade desportiva anterior a este período não ser muito fiável.[carece de fontes?]
Por outro lado, clubes que começaram ou continuaram a obter bons resultados na década de 1990 aparecem no topo do ranking, como é o caso do Manchester United e FC Barcelona.
Esse sistema de apenas considerar jogos a partir de 1991 cria casos inusitados como acontece com o clube AD São Caetano que foi fundado apenas em 1989, dois anos antes do início da contagem, porém está no ranking à frente de clubes centenários que antes da criação do sistema tiveram muitos momentos de glória na sua história, mas que não contam para o ranking.

## Recordes
- O Sevilla é o clube que manteve-se por mais tempo na primeira posição do ranking, ficando na liderança por dezoito meses consecutivos (do dia 1º de setembro de 2006 até 28 de fevereiro de 2008), quebrando assim o antigo recorde da Roma (Março/1991 a Janeiro/1992).[4][5]
- O Milan é o clube com o maior número de presenças no topo do ranking, 37. Isso contribui para que a Itália seja o país com mais presenças no topo, 82, sendo que foram seis clubes diferentes que já representaram o este país no topo: Milan (37), Juventus (16), Internazionale (13), Roma (11), Torino (4) e Lazio (1).

## Sistema de pontuação
O sistema de pontuação está dividido em duas classes: Competições internacionais e competições nacionais. Apenas são considerados os jogos de competições reconhecidas pela FIFA.
As competições internacionais estão divididas por continente e o seu grau de competitividade afecta directamente nos pontos atribuídos.
Uma ideia semelhante é seguida nas competições nacionais onde existem 4 níveis, onde cada país tem um nível, que depende da competitividade das suas competições nacionais. Por exemplo, a Itália é um dos país que tem o nível mais alto (4), por isso uma equipa italiana recebe mais pontos por uma vitória nacional (4) enquanto uma equipa de Portugal recebe menos (3,5) por este país estar no nível 3.
Os pontos atribuídos são:
| Competição                                   | Pontos por vitória | Pontos por empate |
| -------------------------------------------- | ------------------ | ----------------- |
| Liga dos Campeões da UEFA                    | 14,0               | 9,0               |
| Liga Europa da UEFA                          | 12,0               | 6,0               |
| Copa Libertadores da América                 | 14,0               | 7,0               |
| Copa Sul-Americana                           | 12,0               | 6,0               |
| Liga dos Campeões da CAF                     | 9,0                | 4,5               |
| Copa da CAF                                  | 7,0                | 3,5               |
| Liga dos Campeões da AFC                     | 9,0                | 4,5               |
| Copa da AFC                                  | 7,0                | 3,5               |
| Liga dos Campeões da CONCACAF                | 9,0                | 4,5               |
| Copa do Mundo de Clubes da FIFA (semifinais) | 14,0               | 7,0               |
| Copa do Mundo de Clubes da FIFA (final)      | 21,0               | 10,5              |

Para competições nacionais
| Nível | Países | Vitória | Empate | Derrota |
| ----- | --- | ------- | ------ | ------- |
| 4     | Alemanha · Argentina · Brasil · Espanha · França · Inglaterra · Itália | 4       | 2      | 0       |
| 3     | Chéquia · Bélgica · Colômbia · Escócia · Chile · Peru · México · Países Baixos · Paraguai · Turquia · Grécia · Rússia · Uruguai · Portugal · Ucrânia | 3,5     | 2      | 0       |
| 2     | África do Sul · Albânia · Angola · Arábia Saudita · Argélia · Armênia · Austrália · Áustria · Azerbaijão · Bahamas · Bahrein · Bielorrússia · Bulgária · Camarões · Catar · China · Coreia do Sul · Costa do Marfim · Costa Rica · Croácia · Dinamarca · Egito · Emirados Árabes Unidos · Equador · Eslováquia · Estados Unidos · Estónia · Finlândia · Gana · Geórgia · Guatemala · Honduras · Hungria · Índia · Irão · Irlanda · Israel · Japão · Jordânia · Kuwait · Letónia · Lituânia · Nicarágua · Noruega · Nigéria · Macedônia do Norte · Malásia · Marrocos · Moldávia · Omã · Polónia · Roménia · Sérvia · Senegal · Síria · Suécia · Suíça · Tunísia · Turquia · Uzbequistão · Venezuela · Zâmbia · | 3       | 1,5    | 0       |
| 1     | Bósnia e Herzegovina | 2,5     | 1      | 0       |